# Schloss Ippesheim

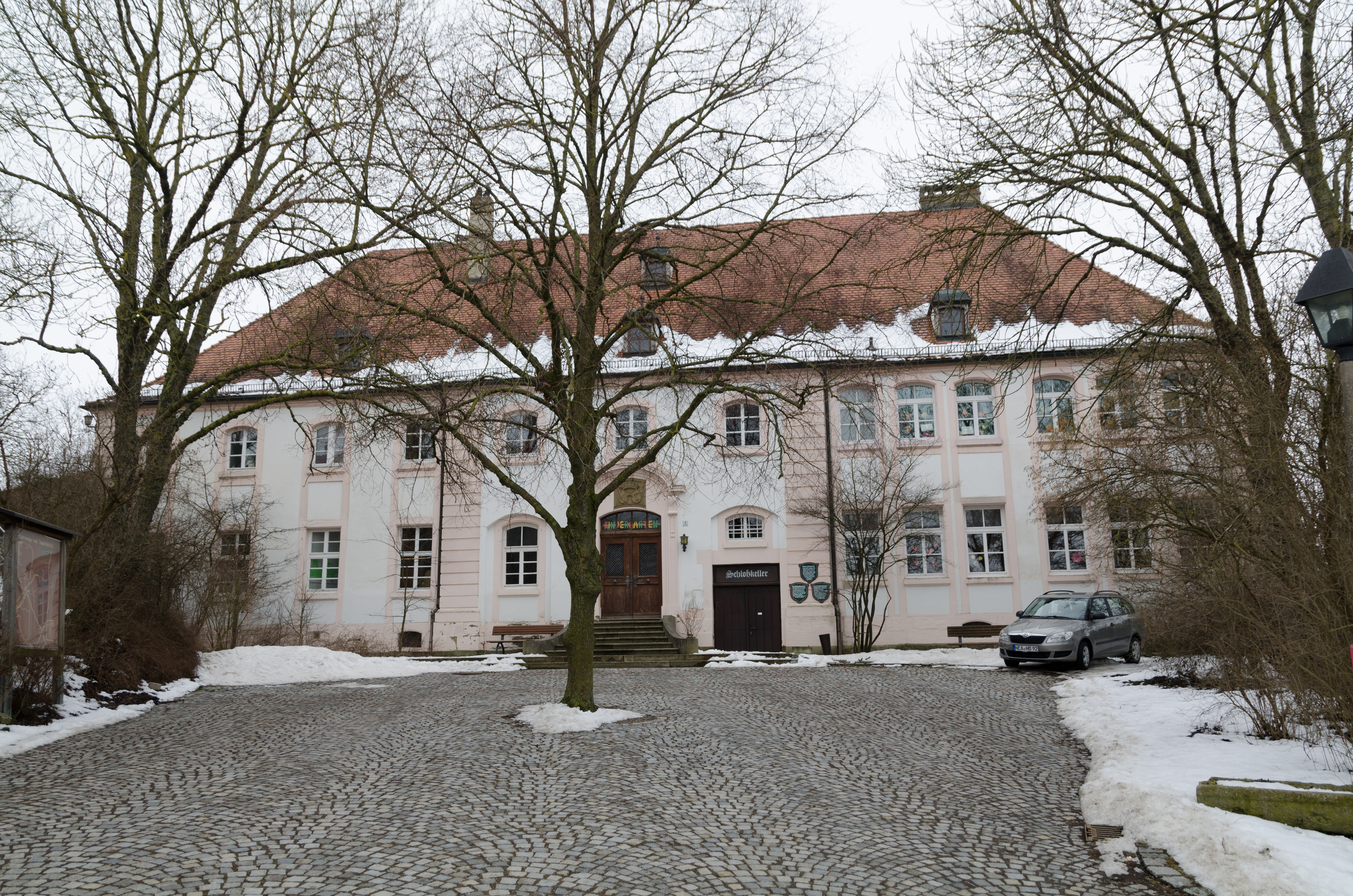
Ippesheim, Schloßplatz 1

Schloss Ippesheim, auch Schloss Lichtenstein, ist ein Schloss in Ippesheim, einem Markt im Landkreis Neustadt an der Aisch-Bad Windsheim in Mittelfranken. Es ist heute Rathaus und Kindergarten der Gemeinde.

## Geschichte
Der Ort Ippesheim mit einer Niederungsburg gehörte seit dem Bau der Burg Vorderfrankenberg um 1250 – möglicherweise durch die Burggrafen von Nürnberg oder die Herren von Hohenlohe – zum Besitz dieser Burg. Vorderfrankenberg war ab ca. 1380 eine ritterschaftliche Herrschaft, zunächst der Seckendorff, dann der Heßberg und Absberg und ab 1520 der Herren von Hutten, die das heute noch bestehende Schloss Frankenberg bauen ließen. Mit der Herrschaft Vorderfrankenberg waren Halsgericht, Zoll und Geleit als Reichslehen verbunden.
Die erste gesicherte Erwähnung des Schlosses in Ippesheim selbst datiert aus dem Jahre 1559, als sich Veit Lichtenstein mit Eva von Hutten vermählte. Die Kellergewölbe stammen wahrscheinlich noch aus dieser Zeit. Im Dreißigjährigen Krieg brannte das Schloss 1634 ab und wurde dann um das Jahr 1700 wieder aufgebaut. 1753 erfolgte die Errichtung eines Neubaus (unter Zimmermeister Georg Christoph Lang).
1783 starben die Herren von Hutten auf Frankenberg aus, Ippesheim kam zusammen mit Reusch an die Allodialerben (weibliche Erbfolge), zunächst der Woellwarth und dann der Grafen von Ortenburg, die auch das huttische Rittergut Birkenfeld in den Hassbergen geerbt hatten. 
Bis 1848 existierte in Ippesheim ein adeliges Patrimonialgericht für Ippesheim und Reusch. 1863 erwarb Freiherr Friedrich von Pölnitz das Schloss und bewohnte es bis in das Jahr 1873. 1898 verkaufte er das Schloss an die Gemeinde Ippesheim. 
Bis 1973 wurde es als Volksschule mit angeschlossener kleiner Gemeindekanzlei genutzt. Seit 1975 befinden sich im Obergeschoss des Schlosses die Amtsräume der Gemeindeverwaltung, im Erdgeschoss ist der moderne gemeindliche Kindergarten untergebracht.

## Beschreibung
Das Baudenkmal ist Teil der Liste der Baudenkmäler in Ippesheim (Akten-Nr. D-5-75-134-3). Die Beschreibung lautet:
Ehem. Schloss, seit 1900 Rathaus: zweigeschossiger Walmdachbau mit flachen Mittelrisalit, geschwungener Freitreppe, genuteten Ecklisnen und Putz- und Hausteingliederung, 1753
Ehem. Pferdestall und Kutscherwohnung, eingeschossiger Satteldachbau aus Sandsteinquadern, 1865. 